# Eulophus
Eulophus is een geslacht van vliesvleugeligen uit de familie Eulophidae. De wetenschappelijke naam van dit geslacht is voor het eerst geldig gepubliceerd in 1762 door Geoffroy.

## Soorten
Het geslacht Eulophus omvat de volgende soorten:
- Eulophus abdominalis Nees, 1834
- Eulophus aepulo Walker, 1839
- Eulophus agathyllus Walker, 1846
- Eulophus albitarsus Ratzeburg, 1844
- Eulophus anomocerus (Crawford, 1912)
- Eulophus basalis Say, 1836
- Eulophus bifasciatus Nees, 1834
- Eulophus binotatus Förster, 1841
- Eulophus blancardellae Bouché, 1834
- Eulophus boeotus Walker, 1839
- Eulophus brevicapitatus Cook & Davis, 1891
- Eulophus breviramulis Förster, 1841
- Eulophus callidius Walker, 1839
- Eulophus carbo Walker, 1839
- Eulophus cecidomyiarum Ratzeburg, 1852
- Eulophus cemiostomatis Mann, 1872
- Eulophus cephalotes Nees, 1834
- Eulophus chennaicus Narendran, 2011
- Eulophus chrysomelae Nees, 1834
- Eulophus citripes Ashmead, 1901
- Eulophus coccorum Ratzeburg, 1848
- Eulophus crinicornis Perris, 1841
- Eulophus cyanescens Boucek, 1959
- Eulophus depressus Nees, 1834
- Eulophus dubitabilis Förster, 1841
- Eulophus elegantulus Statz, 1938
- Eulophus emicans Nees, 1834
- Eulophus entheus Storozheva, 1981
- Eulophus eucritus Walker, 1839
- Eulophus femoralis Zehntner, 1896
- Eulophus foveolatus Nees, 1834
- Eulophus gummiferae Fairmaire, 1879
- Eulophus iapetus Walker, 1839
- Eulophus idrieus Walker, 1844
- Eulophus inconspicuus Nees, 1834
- Eulophus kirbii Curtis & Westwood, 1826
- Eulophus koebelei (Crawford, 1912)
- Eulophus larvarum (Linnaeus, 1758)
- Eulophus magnisulcatus Girault, 1916
- Eulophus mortuorum (Rossi, 1792)
- Eulophus mundus Statz, 1938
- Eulophus nebulosus (Provancher, 1887)
- Eulophus nemati (Blanchard, 1849)
- Eulophus neomexicanus (Girault, 1917)
- Eulophus nitidulus Nees, 1834
- Eulophus orgyiae (Fitch, 1856)
- Eulophus orsinus Walker, 1839
- Eulophus pennicornis Nees, 1834
- Eulophus pimpinellae Rondani, 1874
- Eulophus polycerus Förster, 1841
- Eulophus pythodorus Walker, 1848
- Eulophus ramicornis (Fabricius, 1781)
- Eulophus ramosus Provancher, 1881
- Eulophus razaki Narendran, 2011
- Eulophus rhamnius Walker, 1848
- Eulophus rupicapra Förster, 1841
- Eulophus sancus Walker, 1839
- Eulophus semicupreus Nees, 1834
- Eulophus senegalensis Risbec, 1951
- Eulophus slovacus Boucek, 1959
- Eulophus smerinthi (Ashmead, 1898)
- Eulophus smerinthicida Boucek, 1959
- Eulophus stenostigma Dufour, 1862
- Eulophus stygius Walker, 1848
- Eulophus tabidus Nees, 1834
- Eulophus tardescens Motschulsky, 1863
- Eulophus thespius Walker, 1839
- Eulophus trachalus Walker, 1839
- Eulophus tyrrhenus Walker, 1839
- Eulophus vagus Nees, 1834
- Eulophus velosus Narendran, 2011
- Eulophus veturius Walker, 1848